# Platon (préfet)
Pour les articles homonymes, voir Platon (homonymie).
Platon est un haut dignitaire byzantin au tournant de l'année 500, actif sous le règne d'Anastase Ier, lors duquel il sert notamment comme préfet de Constantinople à partir de 498.

## Biographie
Platon est connu pour avoir des sympathies monophysites à une époque où l'Empire byzantin est partagé entre les tenants du concile de Chalcédoine, qui plaide pour la double nature du Christ et les monophysites, en faveur d'une nature d'abord divine. Il est nommé comme préfet de Constantinople à la suite de violentes émeutes menées par la Faction des Verts, un groupe social de la capitale souvent à l'origine de troubles urbains avec ses rivaux, les Bleus. La nomination de Platon, proche des Verts, a parfois été analysée comme un geste en faveur des Verts, réputés monophysites, même si cette hypothèse est aujourd'hui largement nuancée. En effet, Anastase lui-même est de sensibilité monophysite et favorise l'ascension de coreligionnaires à de hautes fonctions. Platon demeure à cette fonction de nombreuses années, sans parvenir à calmer le climat politique de la capitale. Il pourrait avoir joué un rôle de premier plan dans la mise à l'écart du patriarche Macédonius II en 511, partisan du concile de Chalcédoine. En 512, à l'occasion d'une révolte généralisée contre l'officialisation du trisagion monophysite dans la liturgie byzantine, les Bleus et les Verts commencent à incendier plusieurs bâtiments et à viser explicitement plusieurs dignitaires de l'Empire, en particulier Marinus et Platon dont les demeures sont brûlées et dont ils exigent devant l'Empereur venu négocier, qu'ils soient jetés en pâture aux bêtes. Sous couvert de céder à leurs injonctions, Anastase finit par réprimer violemment les factieux et Platon reste en fonction, même s'ils semblent avoir quitté la ville au moment du paroxysme de la révolte, alors que le pouvoir d'Anastase semblait prêt à tomber.
Il est encore mentionné en 539 comme patrice et iudex pedaneus (juge Modèle:Wikt).

## Sources
- (de) Christoph Begass, Die Senatsaristokratie des oströmischen Reiches, ca. 457-518, Munich, 2018 (ISBN 978-3-406-71632-4)
- (en) Martindale, Jones et Morris, The Prosopography of the Later Roman Empire- Volume II, AD 395–527, Cambridge University Press, 1980, 1342 p. (ISBN 978-0-521-20159-9, lire en ligne).
- Vincent Puech, « Élites urbaines et élites impériales sous Zénon (474-491) et Anastase (474-518) », Topoi, vol. 15/1,‎ 2007, p. 379-396 (lire en ligne).
- Vincent Puech, Les élites de cour de Constantinople (450-610), Ausonius éditions, coll. « Scripta Antiqua 155 », 2022